# Klembów (gmina)
Pour les articles homonymes, voir Klembów.
La gmina Klembów est un district administratif situé en milieu rural du powiat de Wołomin dans la voïvodie de Mazovie, dans le centre-est de la Pologne.
Son siège administratif (chef-lieu) est le village de Klembów qui se situe à environ 10 kilomètres au nord-est de Wołomin (siège de la Powiat) et à 31 kilomètres au nord-est de Varsovie (capitale de la Pologne).
Elle s'étend sur 85,79 km2 et comptait 8 907 habitants en 2006.

## Histoire
De 1975 à 1998, la gmina était située dans la voïvodie d'Ostrołęka.

## Géographie

### Villages
La gmina de Klembów comprend les villages et localités de :

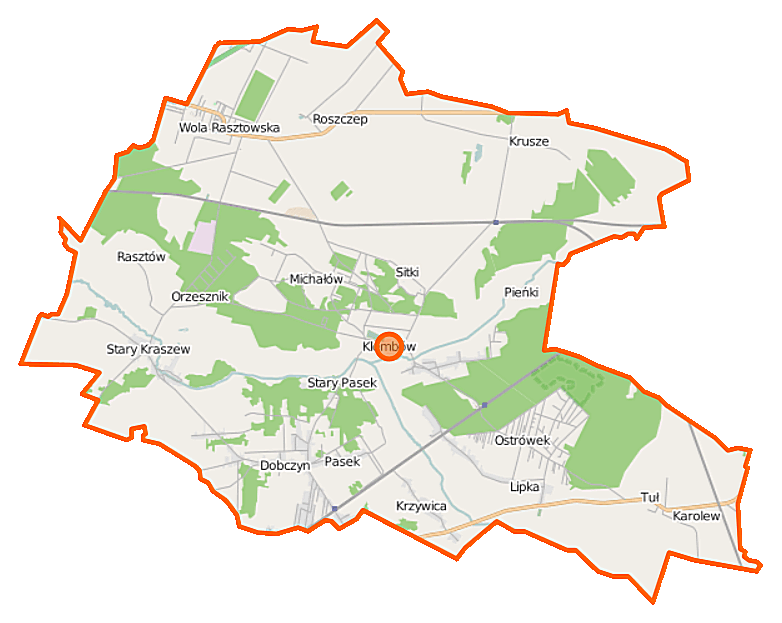
Plan de la gmina

- Dobczyn
- Karolew
- Klembów
- Krusze
- Krzywica
- Lipka
- Michałów
- Nowy Kraszew
- Ostrówek
- Pasek
- Pieńki
- Rasztów
- Roszczep
- Sitki
- Stary Kraszew
- Tuł
- Wola Rasztowska

### Gminy voisines
La gmina de Klembów est voisine des gminy de :
- Dąbrówka
- Poświętne
- Radzymin
- Tłuszcz
- Wołomin

## Structure du terrain
D'après les données de 2002, la superficie de la commune de Klembów est de 85,79 km2, répartis comme telle :
- terres agricoles : 69 %
- forêts : 18 %

La commune représente 8,98 % de la superficie du powiat.

## Démographie
Données du 30 juin 2004 :
| Description        | Total  | Total | Femmes | Femmes | Hommes | Hommes |
| ------------------ | ------ | ----- | ------ | ------ | ------ | ------ |
| Unité              | Nombre | %     | Nombre | %      | Nombre | %      |
| Population         | 8 786  | 100   | 4 465  | 50,8   | 4 321  | 49,2   |
| Densité (hab./km²) | 102,4  | 102,4 | 52     | 52     | 50,4   | 50,4   |